# Szwajcary (Litwa)
Szwajcary (lit. Šveicarai) – wieś na Litwie, w okręgu wileńskim, w rejonie wileńskim, w gminie Rudomino.

## Historia
Pod zaborami folwark i dwa przysiółki; w II Rzeczypospolitej dwa folwarki. W XIX i w początkach XX w. położone były w Rosji, w guberni wileńskiej, w powiecie wileńskim, w gminie Rudomino. Po I wojnie światowej pod administracją polską, w Zarządzie Cywilnym Ziem Wschodnich. W latach 1920–1922 w składzie Litwy Środkowej.
Od 11 kwietnia 1922 leżały w Polsce, w województwie wileńskim, w powiecie wileńsko-trockim, w gminie Rudomino. W 1931 miejscowość liczyła:
- Szwajcary – 40 mieszkańców, zamieszkałych w 3 budynkach,
- Szwajcary Nowe – 7 mieszkańców, zamieszkałych w 2 budynkach[3].

7 lipca 1944 6 Wileńska i 12 Oszmiańska Brygada Armii Krajowej rozbroiły tu eskortę złożoną ze 120 żołnierzy niemieckich konwojującą ok. 3 tys. jeńców sowieckich, włoskich i jugosłowiańskich ze Stalagu 352 w Mińsku. Uwolniono jeńców, zdobyto dużo broni.
Po II wojnie światowej w granicach Związku Sowieckiego. Od 1991 na niepodległej Litwie.